# Францоуз, Павел
Павел Францоуз  (чеш. Pavel Francouz; род. 3 июня 1990, Пльзень) — чешский хоккеист, вратарь. Воспитанник клуба «Пльзень». Обладатель Кубка Стэнли 2022 года. В апреле 2024 года завершил карьеру в возрасте 33 лет.

## Карьера
Начинал карьеру в родном городе Пльзень. В 2005 году стал играть за молодёжную команду «Пльзень». С того же 2005 года начал привлекаться к играм различных юношеских сборных Чехии. В сезоне 2008/09 дебютировал за основную команду «Пльзень». В сезоне 2011/12 провел всего лишь одну игру за клуб «Оцеларжи», в которой пропустил 4 шайбы за 40 минут игрового времени, всё остальное время играл в низших чешских лигах. В сезоне 2012/13 подписал контракт с клубом «Литвинов», где закрепился в статусе основного голкипера команды. В 2015 году помог «Литвинову» впервые в истории клуба выиграть чемпионат Чехии. Францоуз был признан лучшим вратарём сезона и самым ценным хоккеистом плей-офф чешской Экстралиги 2015 года.
30 апреля 2015 подписал 3-летний контракт с челябинским «Трактором». В 2018 году вместе с «Трактором» стал бронзовым призёром КХЛ и был признан лучшим вратарём сезона в КХЛ.
Участник чемпионата мира 2013 в составе сборной Чехии. Был третьим вратарём сборной на чемпионат мира 2014. Являлся основным вратарём чешской сборной на Олимпийских играх 2018 года и на чемпионатах мира 2017, 2018 и 2019 годов.
2 мая 2018 подписал однолетний контракт с клубом НХЛ «Колорадо Эвеланш», сумма контракта составила $ 690 тыс.
Начал сезон 2018/19 в АХЛ, в фарм-клубе лавин «Колорадо Иглз».
22 декабря 2018 года провёл первый матч в НХЛ за «Колорадо». В игре с «Аризоной Койотис» пропустил одну шайбу, отразив 21 бросок из 22. После этого матча он был снова отправлен в АХЛ, но в начале 2019 года ситуация повторилась. Из-за болезни основного вратаря «Эвеланш» Семёна Варламова Францоуз был снова вызван в основную команду. 2 января 2019 года он провёл свой второй матч в НХЛ, в домашней игре с «Сан-Хосе Шаркс» Францоуз заменил Филиппа Грубауэра при счёте 1:4, за 32 минуты отразил 12 бросков из 13, пропустив шайбу только от своего соотечественника Лукаша Радила, которая стала решающей. 4 января 2019 года стало известно о том, что Францоуз примет участие в матче всех звёзд АХЛ, который состоится 28 января в Спрингфилде.
24 мая 2019 года было объявлено, что Францоуз подписал новый 1-летний контракт с «Колорадо». После ухода Варламова Францоуз вступал в сезон 2019/2020 в качестве второго вратаря «Колорадо». 12 октября 2019 года он впервые вышел в стартовом составе и одержал свою первую победу в НХЛ, отразив 34 броска из 36 и став первой звездой матча с «Аризоной». Второй раз Францоуз вышел в стартовом составе 19 октября в матче против «Тампы-Бэй Лайтнинг». Он отразил 44 броска из 46 и стал 2-й звездой матча, который «Колорадо» выиграл со счётом 6:2.
Всего Францоуз принял участие в 40 матчах сезона 2019/20 (34 в регулярном чемпионате и 6 в плей-офф). Из-за операции на бёдрах и последующего долгого восстановления, Францоуз был вынужден полностью пропустить сезон 2020/21.
Стал обладателем Кубка Стэнли 2022 года в составе «Колорадо Эвеланш».
11 октября 2023 года Францоуз был переведен в долгосрочный резерв по травмам из-за травмы паха, которую он получил ещё в мае 2023 года. 12 ноября было объявлено, что Францоуз не будет играть в течение сезона 2023—2024. 19 апреля 2024 года Францоуз объявил о своем уходе из хоккея из-за постоянных проблем со здоровьем. 4 мая 2024 года подписал контракт с родным клубом "Литвинов".

## Статистика

### Клубная карьера
Обновлено на конец сезона 2020/2021
|         |                  |      | Регулярный сезон | Регулярный сезон | Регулярный сезон | Регулярный сезон | Регулярный сезон | Регулярный сезон | Регулярный сезон | Регулярный сезон | Плей-офф | Плей-офф | Плей-офф | Плей-офф | Плей-офф | Плей-офф | Плей-офф | Плей-офф |
| Сезон   | Команда          | Лига | Игр              | В                | П                | Мин              | ПШ               | «0»              | КН               | %                | Игр      | В        | П        | Мин      | ПШ       | «0»      | КН       | %        |
| ------- | ---------------- | ---- | ---------------- | ---------------- | ---------------- | ---------------- | ---------------- | ---------------- | ---------------- | ---------------- | -------- | -------- | -------- | -------- | -------- | -------- | -------- | -------- |
| 2009/10 | Пльзень          | ЧЭЛ  | 8                | 3                | 5                | 469              | 29               | 0                | 3.71             | 86.7             | -        | -        | -        | -        | -        | -        | -        | -        |
| 2011/12 | Оцеларжи         | ЧЭЛ  | 1                | 0                | 1                | 40               | 4                | 0                | 6.00             | 80.0             | -        | -        | -        | -        | -        | -        | -        | -        |
| 2012/13 | Литвинов         | ЧЭЛ  | 46               | 26               | 20               | 2706             | 117              | 1                | 2.59             | 92.0             | 7        | 3        | 4        | 440      | 16       | 2        | 2.18     | 93.6     |
| 2013/14 | Литвинов         | ЧЭЛ  | 48               | 24               | 24               | 2906             | 98               | 6                | 2.02             | 93.2             | -        | -        | -        | -        | -        | -        | -        | -        |
| 2014/15 | Литвинов         | ЧЭЛ  | 46               | 34               | 12               | 2711             | 94               | 7                | 2.08             | 93.1             | 17       | 12       | 5        | 1045     | 24       | 4        | 1.38     | 95.3     |
| 2015/16 | Трактор          | КХЛ  | 18               | 3                | 7                | 787              | 29               | 0                | 2.21             | 92.4             | -        | -        | -        | -        | -        | -        | -        | -        |
| 2016/17 | Трактор          | КХЛ  | 30               | 14               | 9                | 1718             | 41               | 5                | 1.43             | 95.3             | 6        | 2        | 4        | 335      | 12       | 0        | 2.15     | 92.4     |
| 2017/18 | Трактор          | КХЛ  | 35               | 15               | 11               | 1963             | 59               | 5                | 1.8              | 94.6             | 12       | 6        | 5        | 695      | 22       | 0        | 1.9      | 94.9     |
| 2018/19 | Колорадо Иглз    | АХЛ  | 49               | 27               | 17               | 2803             | 125              | 3                | 2.68             | 91.8             | 4        | 1        | 3        | 236      | 13       | 0        | 3.31     | 89.5     |
| 2018/19 | Колорадо Эвеланш | НХЛ  | 2                | 0                | 2                | 61               | 2                | 0                | 1.97             | 94.3             | -        | -        | -        | -        | -        | -        | -        | -        |
| 2019/20 | Колорадо Эвеланш | НХЛ  | 34               | 21               | 7                | 1914             | 77               | 1                | 2.41             | 91.9             | 6        | 2        | 4        | 315      | 17       | 1        | 3.23     | 89.2     |
| 2020/21 | Колорадо Эвеланш | НХЛ  | -                | -                | -                | -                | -                | -                | -                | -                | -        | -        | -        | -        | -        | -        | -        | -        |

## Достижения
«Литвинов»
- Чемпион чешской Экстралиги 2014/15
- MVP плей-офф чешской Экстралиги 2014/15
- Лучший вратарь чешской Экстралиги 2012/13, 2014/15

«Трактор»
- Бронзовый призёр плей-офф КХЛ 2017/18
- Лучший вратарь КХЛ: КХЛ 2017/18
- Участник матча звёзд КХЛ 2017[15]